# Wojskowa Akademia Sztabu Generalnego Sił Zbrojnych Federacji Rosyjskiej
Wojskowa Akademia Sztabu Generalnego Sił Zbrojnych Federacji Rosyjskiej (ros. Военная академия Генерального штаба Вооружённых сил Российской Федерации) – rosyjska wyższa szkoła wojskowa typu akademickiego w Moskwie, przeznaczona do edukacji, szkolenia i doskonalenia zawodowego wyższych oficerów Sił Zbrojnych Federacji Rosyjskiej i innych państwowych instytucji obronnych oraz oficerów armii sojuszniczych. Wiodąca jednostka badawcza w zakresie zapewnienia bezpieczeństwa militarnego, budownictwa wojskowego i wykorzystania sił zbrojnych.

## Tradycje uczelni
Akademia nawiązuje w oficjalnej historiografii do założonej w Petersburgu w 1832 roku z rozkazu cara Mikołaja I Nikołajewskiej Akademii Sztabu Generalnego, która była przeznaczona dla „wyszkolenia oficerów do służby w Sztabie Generalnym” i „szerokiego rozpowszechniania wiedzy wojskowej”.
W obecnej strukturze powołana w 1992 roku, jest bezpośrednią kontynuatorką Wojskowej Akademii Sztabu Generalnego Sił Zbrojnych ZSRR im. Klimienta J. Woroszyłowa.
Historię Akademii można obiektywnie podzielić na trzy okresy:
- 1832–1922 – uczelnia Imperium Rosyjskiego i w okresie rewolucyjnych wstrząsów (Mikołajewska Akademia Sztabu Generalnego);
- 1918–1992 – uczelnia w czasach radzieckich, Wojskowa Akademia Sztabu Generalnego Sił Zbrojnych ZSRR im. K.J. Woroszyłowa;
- od 1992 – Wojskowa Akademia Sztabu Generalnego Sił Zbrojnych Federacji Rosyjskiej.

## Nazwy uczelni
- od 1918 – Akademia Sztabu Generalnego Armii Czerwonej (RChAC) (ros. Академия Генерального штаба Красной Армии (РККА);
- od 1921 – Akademia Wojskowa RChAC (ros. Военная академия РККА);
- od 1936 – Akademia Sztabu Generalnego RChAC (ros. Академия Генерального штаба РККА):
- od 1941 – Wojskowa Akademia Sztabu Generalnego RChAC im. K.J. Woroszyłowa (ros. Военная академия Генерального штаба РККА имени К.Е. Ворошилова);
- od 1942 – Najwyższa Akademia Wojskowa im. K.J. Woroszyłowa (ros. Высшая военная академия имени К.Е. Ворошилова);
- od 1958 – Wojskowa Akademia Sztabu Generalnego Sił Zbrojnych ZSRR (ros. Военная академия Генерального штаба Вооружённых Сил СССР);
- od 1969 – Wojskowa Akademia Sztabu Generalnego Sił Zbrojnych ZSRR im. K.J. Woroszyłowa (ros. Военная академия Генерального штаба Вооружённых Сил СССР имени К.Е. Ворошилова);
- od 1992 – Wojskowa Akademia Sztabu Generalnego Sił Zbrojnych Federacji Rosyjskiej (ros. Военная академия Генерального штаба Вооружённых Сил Российской Федераци).

## Szefowie (komendanci) uczelni
- gen. armii Igor Rodionow (ros. Родионов Игорь Николаевич): sierpień 1989 (ZSRR) – lipiec 1996;
- gen. płk Walerij Tretiakow (generał) (ros. Третьяков Валерий Степанович): lipiec 1996 – sierpień 1999;
- gen. płk Wiktor Czeczewatow (ros. Чечеватов Виктор Степанович): sierpień 1999 – kwiecień 2005;
- gen. armii Iwan Jefriemow (generał) (ros. Ефремов Иван Иванович): czerwiec 2005 – wrzesień 2007;
- gen. armii Aleksandr Biełousow (ros. Белоусов Александр Васильевич): wrzesień 2007 – listopad 2009;
- gen. armii Władimir Jakowlew (ros. Яковлев Владимир Николаевич): listopad 2009 – maj 2012;
- gen. por. Andriej Tretiak (ros. Третьяк Андрей Витальевич): maj 2012 – luty 2013;
- gen. płk Siergiej Makarow (generał) (ros. Макаров Сергей Афанасьевич): 4 lutego 2013 - wrzesień 2016;
- gen. por. Siergiej Kuralenko: wrzesień 2016 - listopad 2017;
- gen. płk Władimir Zarudnicki: od listopada 2016[2].